# Inní mér syngur vitleysingur
"Inní mér syngur vitleysingur" (IJslands voor "Binnenin mij zingt een krankzinnige") is een single van de IJslandse band Sigur Rós. Het is de eerste en enige single van het album Með suð í eyrum við spilum endalaust en werd in het Verenigd Koninkrijk op 8 september 2008 uitgebracht als cd en muziekdownload.

## Opnamen en uitgave
"Inní mér syngur vitleysingur" werd tussen januari en april 2008 opgenomen. Dat gebeurde in New York; de mastering werd gedaan bij Sterling Sound.
In september werd de single uitgebracht via download op sigurros.com en op cd. Hij werd in het Verenigd Koninkrijk door EMI Records en in de Verenigde Staten door XL Recordings uitgebracht. De single kreeg als B-kant het nummer "Heima", overigens niet te verwarren met de dvd. Het is een akoestisch nummer dat de band enkele malen live had gespeeld tijdens premières van hun documentaire Heima. NME beschreef "Inní mér syngur vitleysingur" als "The Beatles' Lady Madonna met een Arcade Fire-beat".
De muziekvideo is een concertregistratie van Sigur Rós tijdens het concert 'Náttúra' in Reykjavik. Het werd opgenomen in juni 2008 en door de band in augustus via MySpace uitgebracht.

## Nummers

### Cd single Verenigd Koninkrijk/cd promo Verenigde Staten
1. "Inní mér syngur vitleysingur" - 4:06
2. "Heima" - 3:58

### Cd promo Verenigd Koninkrijk
1. "Inní mér syngur vitleysingur" - 4:06[7][4]

## Medewerkers
- Sigur Rós - productie, creatie
  - Jón Þór Birgisson - zang, gitaar
  - Georg Hólm - basgitaar
  - Kjartan Sveinsson - keyboard, piano[4]
  - Orri Páll Dýrason - drums
- Flood - productie
- Ted Jensen - mastering
- amiina - strijkkwartet[2]

## Hitnoteringen
| Land                                   | Plaats |
| -------------------------------------- | ------ |
| Tónlist (IJsland)                      | 8      |
| UK Singles Chart (Verenigd Koninkrijk) | 152    |